# Dorfkirche Viesecke

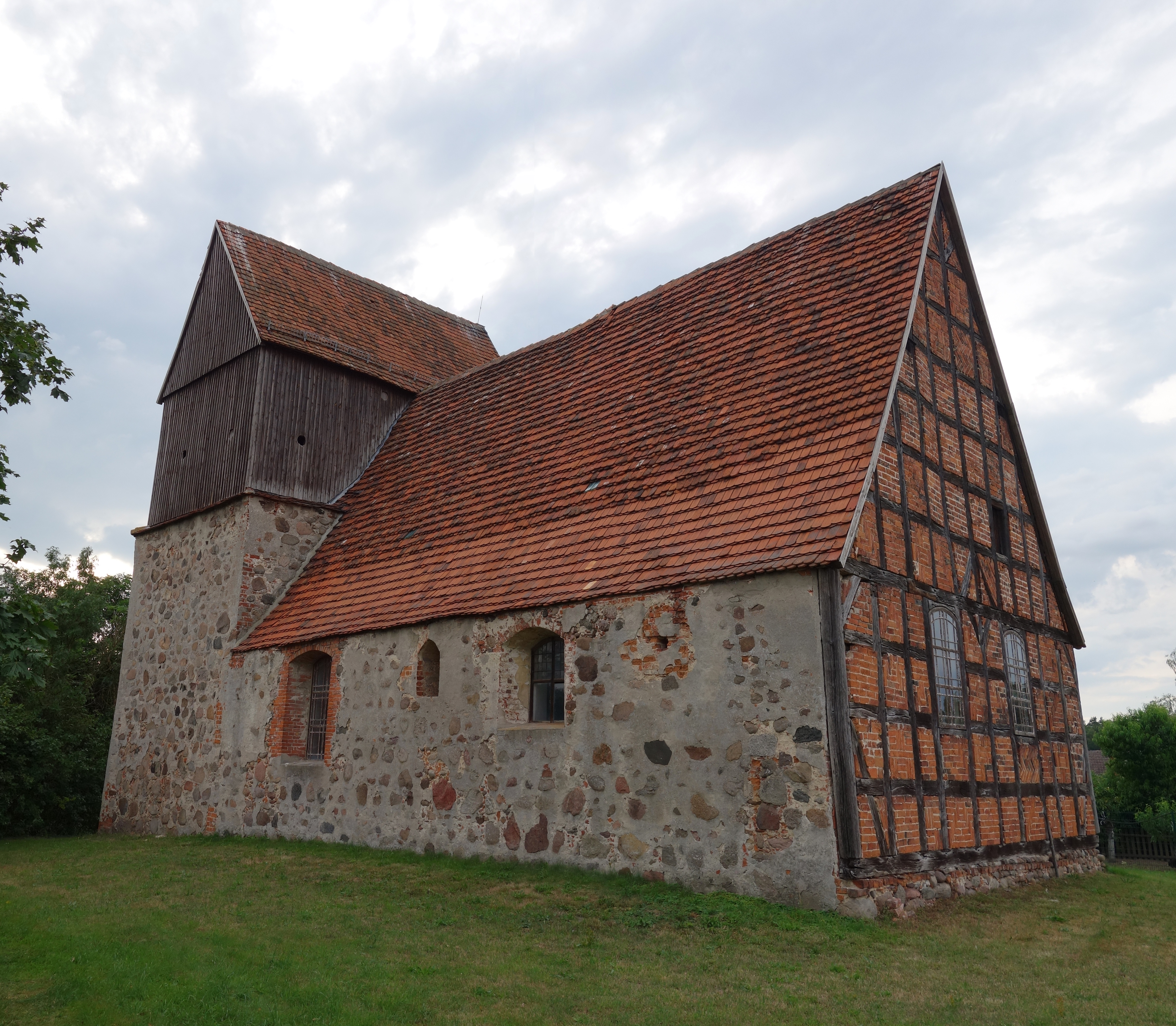
Dorfkirche in Viesecke

Die evangelische Dorfkirche Viesecke ist eine Saalkirche in Viesecke, einem Ortsteil der Gemeinde Plattenburg im brandenburgischen Landkreis Prignitz. Die Kirchengemeinde gehört dem Pfarrsprengel Bad Wilsnack im Kirchenkreis Prignitz der Evangelischen Kirche Berlin-Brandenburg-schlesische Oberlausitz an. Das Gebäude steht unter Denkmalschutz.

## Baubeschreibung
Es handelt sich um einen schlichten Saalbau aus Feldstein mit einem Westturm von Schiffsbreite, der wahrscheinlich aus dem späten 15. Jahrhundert stammt und im 17. Jahrhundert erneuert wurde. Die Ostwand wurde in Fachwerk erneuert und das Glockengeschoss des Turms wurde aufgesetzt. Die Fenster wurden stichbogig verändert und zwei spätgotische Portale auf der Nordseite wurden vermauert, obwohl man immer noch einige der ursprünglichen Spitzbogenfenster erkennen kann.
Das Innere überspannt eine Holzdecke mit Längsunterzügen, die auf Holzstützen ruhen. Der Altaraufsatz besteht aus einem blumenbesetzten, vergoldeten Schnitzrahmen, in dem sich Abendmahls- und Kreuzigungsgemälde aus der Zeit um 1700 befinden. Ebenfalls aus dieser Zeit stammt die Kanzel, die von einer knienden Engelsfigur getragen wird.